# T-72
T-72 a fost un tanc principal de luptă din a doua generație, proiectat și fabricat în Uniunea Sovietică. Cehoslovacia, Polonia, Iugoslavia și India au construit variante sub licență. Este succesorul tancului T-62, având unele caracteristici ale tancului T-64A (dezvoltat în paralel cu T-72), și este predecesorul tancului T-90. T-72 a fost exportat pe scară mare, fiind din acest punct de vedere adevăratul succesor al seriei T-54/55.

## Proiectare

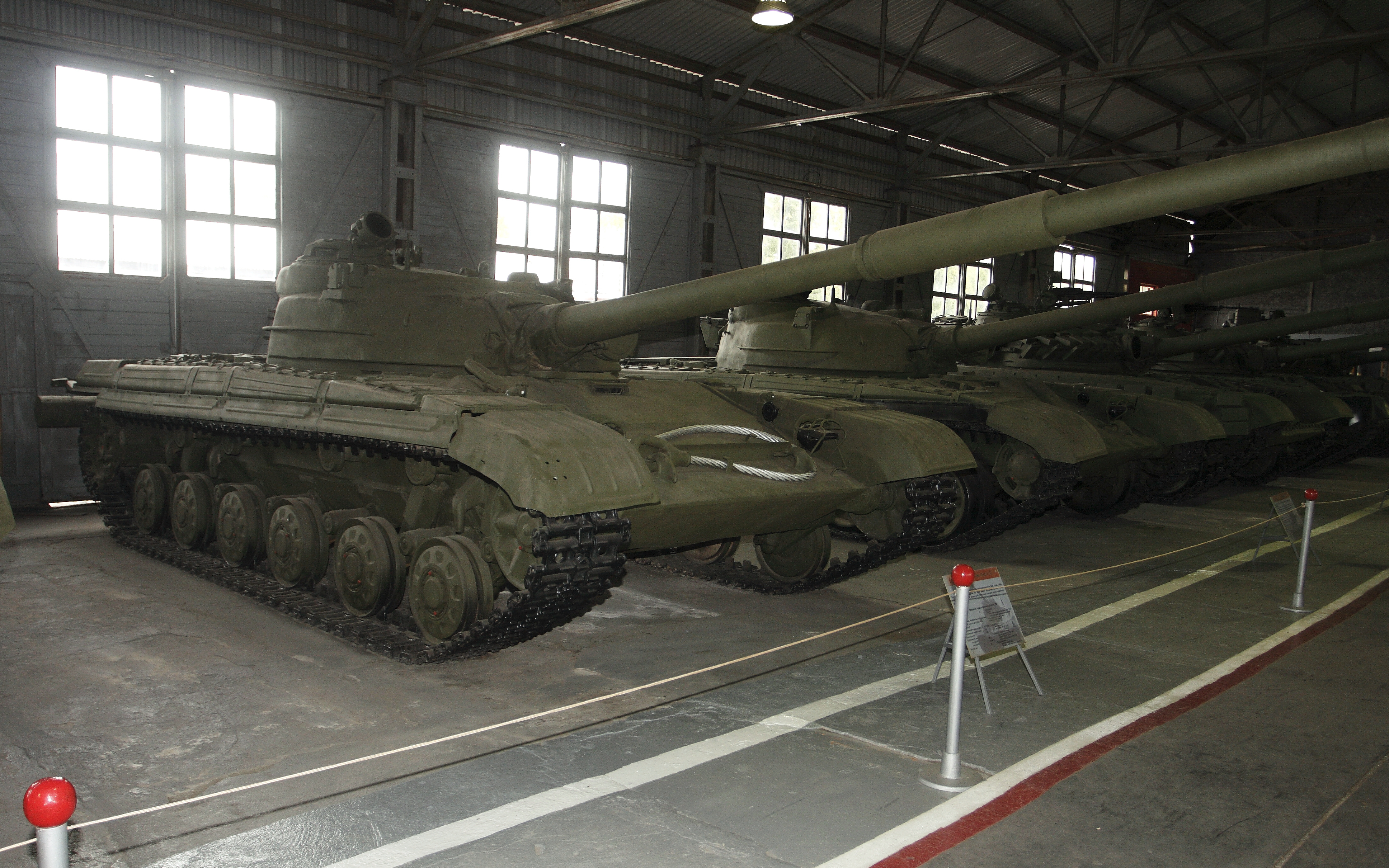
Obiect 172 la Muzeul Tancului din Kubinka

Tancul sovietic T-64, deși avansat din punct de vedere tehnologic, era relativ scump și avea numeroase probleme tehnice din cauza designului revoluționar. Principalele probleme erau la transmisie, motor și încărcătorul automat. În plus, costul unui T-64 era de câteva ori mai mare decât cel al unui tanc T-62. Conducerea sovietică a decis proiectarea unui tanc cu performanțe similare, însă mai ieftin și mai ușor de întreținut. Prototipul acestui tanc a fost dezvoltat începând cu anul 1967 de către Birourile de Proiectare Morozov, de la fabrica Uralvagonzavod din Nijni Taghil. Inginerul șef al proiectului, Leonid Kartsev, a creat designul tancului (denumit "Obiect 172"), însă prototipul (denumit "Obiect 172M") a fost rafinat și finisat de către inginerul Valeri Venediktov. Prototipurile au fost testate între anii 1971 și 1973. Când producția în serie a fost demarată la fabrica din Nijni Taghil, costul unui tanc T-72 reprezenta 40% din prețul unui model T-64. Ulterior, producția a fost extinsă și la fabricile de tancuri din Celiabinsk și Leningrad.
T-72 era dotat cu un motor diesel V-46 care dezvolta 780 de cai putere. Acesta era o variantă îmbunătățită a motorului folosit de tancul T-62. Designul exterior era asemănător cu cel al tancului T-64, iar armamentul și sistemul de conducere a focului erau practic identice cu cele montate pe varianta T-64A. Sistemul de răcire este asemănător cu cel instalat pe tancurile T-55 și T-62.

## Variante
Tancurile de comandă aveau adăugată litera K în denumire (de la komandirskiy: comandă). Versiunile dotate cu blindaj reactiv avea adăugată litera V (de la vzryvnoy, exploziv). Principalele variante fabricate în Uniunea Sovietică și Rusia au fost:
- T-72Ural - modelul de bază din 1974.
- T-72A - a intrat în producție începând cu anul 1979 și era echipat cu telemetru laser, sistem electronic de conducere a focului, blindaj compozit suplimentar (poreclit Dolly Parton de către serviciile secrete americane) și lansator de grenade fumigene.
- T-72M - versiunea de export, dotată cu blindaj mai subțire și un sistem de conducere a focului inferior. Construită sub licență și în Polonia și Cehoslovacia.
- T-72B - versiune fabricată din 1985, echipată cu un tun nou (stabilizat), un sistem de conducere a focului nou, sisteme optice noi, blindaj mai gros (poreclit Super Dolly Parton) și un motor mai puternic, capabil să dezvolte 840 de cai putere.

Tancul T-72 stă la baza unor tancuri noi, precum Asad Babil (Irak), M-84 (Iugoslavia), M-95 Degman (Croația), M-2001 (Serbia), PT-91 Twardy (Polonia), T-90 (Rusia), tancul EX (prototip dezvoltat de India) și TR-125 (prototip fabricat în România).

## Utilizatori
Conform Institutului Internațional de Studii Strategice, în anul 2010 următoarele țări foloseau tancul T-72:
- Algeria – 325
- Angola – 50
- Armenia – 102
- Azerbaidjan – 220
- Belarus – 1465
- Bulgaria – 362
- Croația - 3
- Cehia – 175
- Georgia – 41
- Ungaria – 30
- India – 1950
- Iran – 480
- Irak – mai mult de 77 de bucăți
- Kazahstan - 300
- Kenya – 110
- Kârgâzstan - 150
- Libia – 200 și 115 în rezervă
- Macedonia de Nord – 31
- Maroc – 40
- Myanmar – 50
- Polonia – 586
- Rusia – 9500 T-72L/T-72M și 3000 T-72.
- Serbia - 13
- Slovacia – 245
- Siria – între 1500 și 1700
- Tadjikistan - 30
- Turkmenistan - 670
- Uganda - 10
- Ucraina – 1032
- Uzbekistan - 70

- Yemen – 60

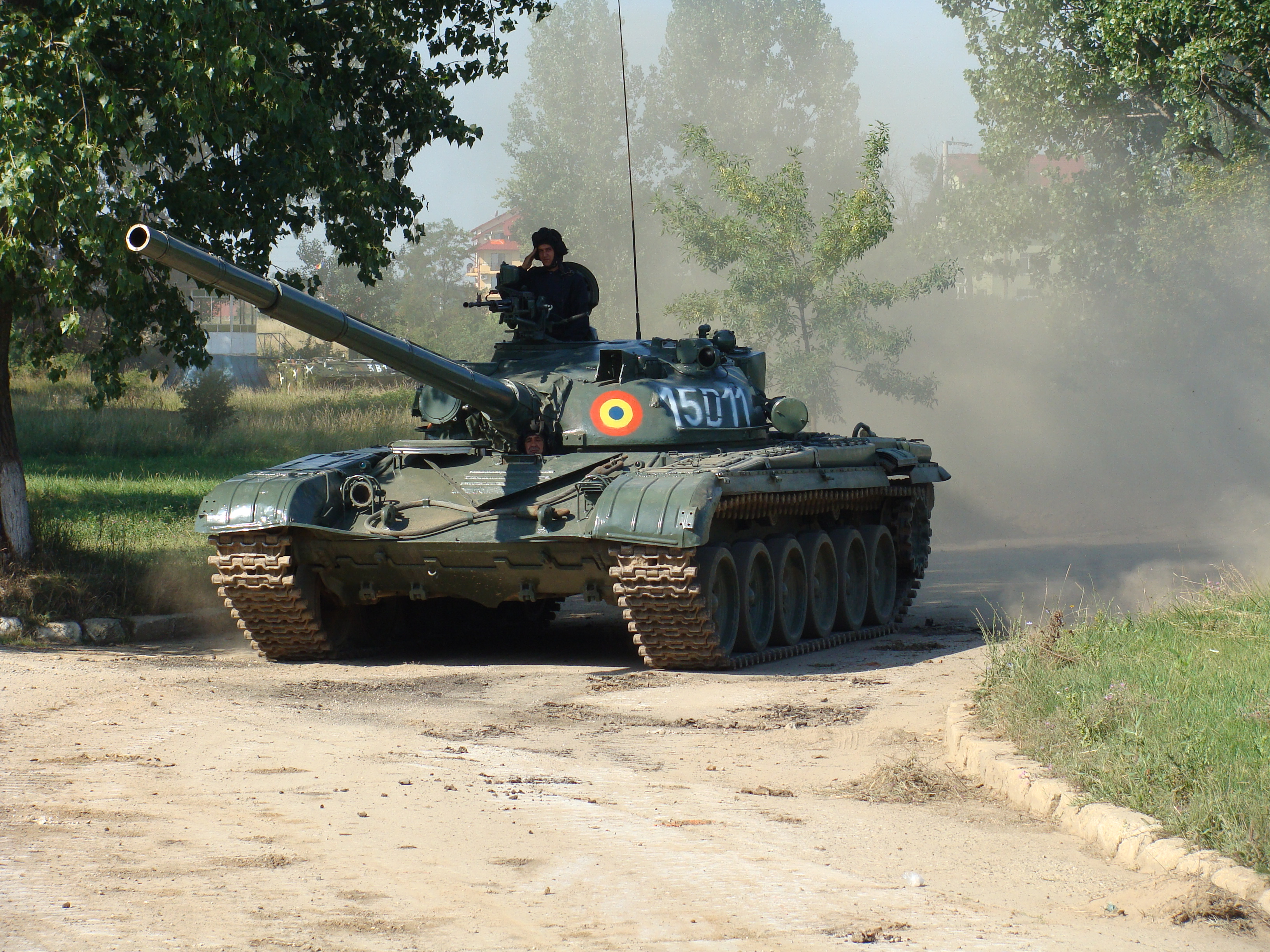
Un tanc T-72 al Armatei Române la parada militară de Ziua Tanchistului.

Un număr necunoscut de tancuri T-72 se află în dotarea unor state cu recunoaștere internațională limitată: Abhazia, Osetia de Sud și Republica Nagorno-Karabah.

### Foști utilizatori
- Cehoslovacia - transferate către statele succesoare. Cehoslovacia avea 815 tancuri T-72 în 1991.
- Republica Democrată Germană – transferate către Germania unificată.
- Finlanda – aproximativ 160 de tancuri T-72M1: 70 au fost cumpărate din URSS, iar 97 de bucăți au fost cumpărate din stocurile Germaniei între anii 1992-1994. Toate au fost retrase din uz, fiind casate sau vândute Cehiei pentru piese de schimb.[3]
- Germania - 549 de tancuri de la Republica Democrată Germană. Toate au fost casate, vândute altor state sau au fost donate unor muzee.
- România - 30 de tancuri cumpărate în 1979. Retrase din uz, 28 de bucăți sunt în prezent de vânzare.[4]
- Uniunea Sovietică - transferate către statele succesoare.